# Роналд Мерріотт
Роналд Мерріотт (англ. Ronald Merriott, 24 травня 1960) — американський стрибун у воду.
Призер Олімпійських Ігор 1984 року.